# コロネーションチキン

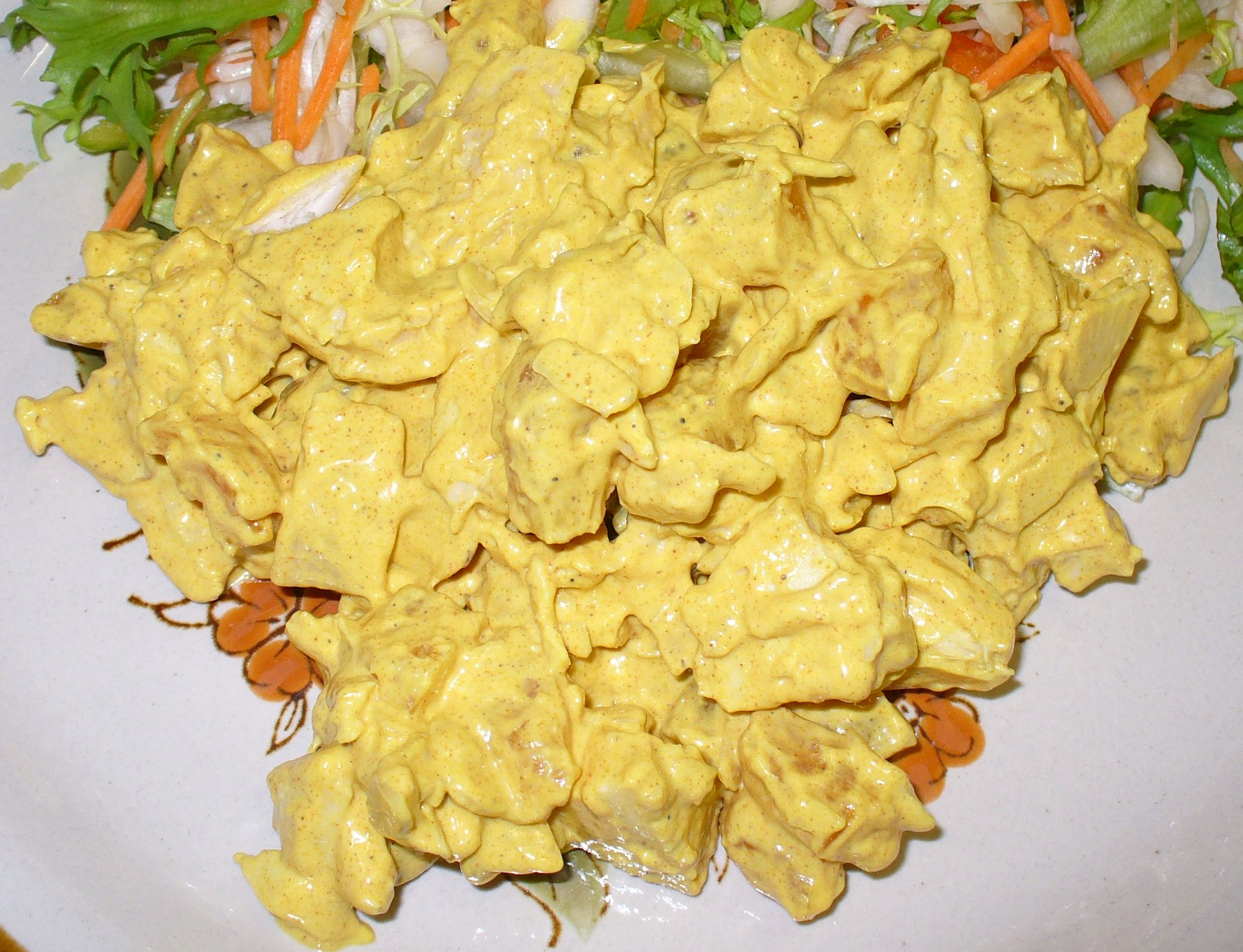
コロネーションチキンの例

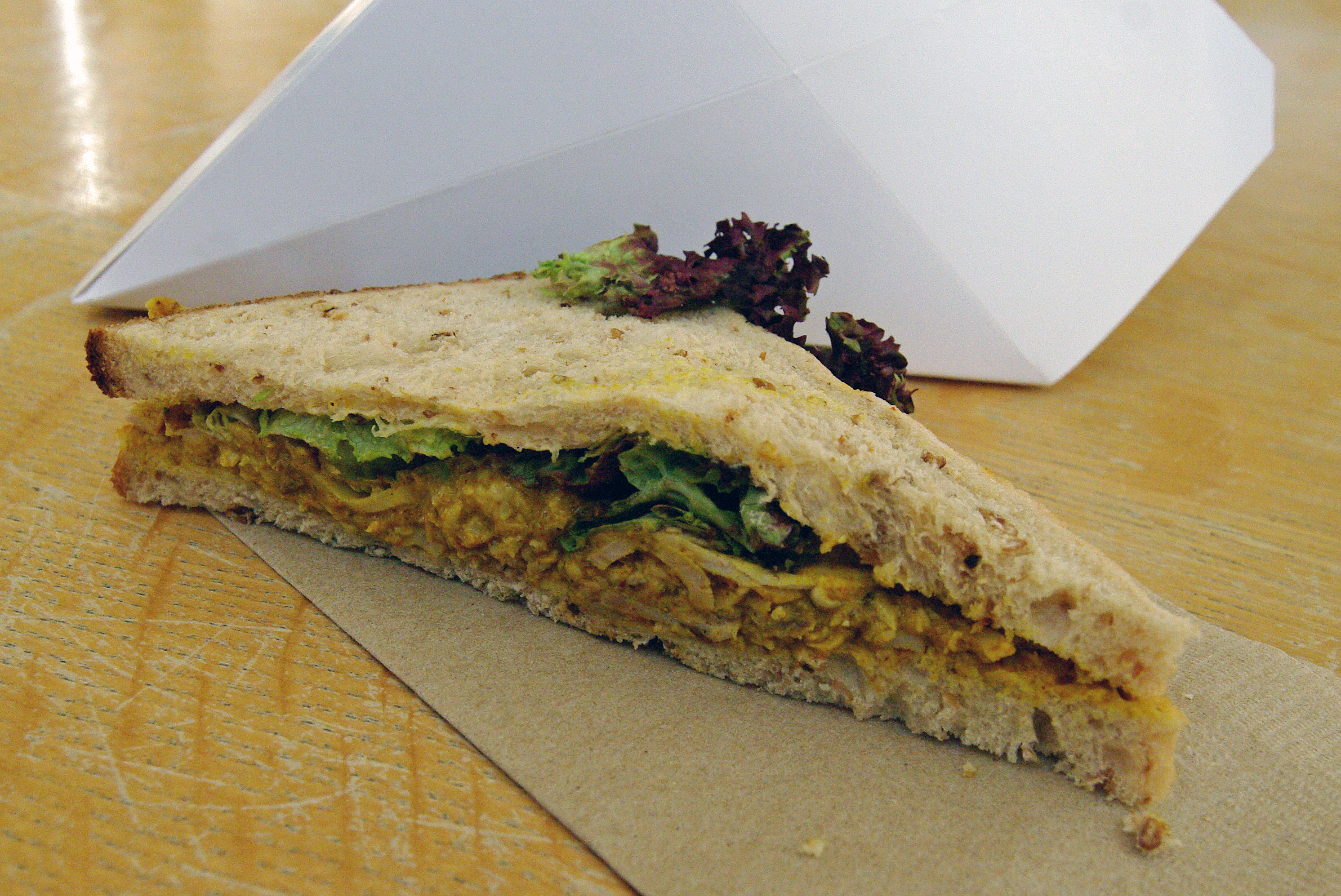
コロネーションチキンのサンドイッチ

コロネーションチキン（英語: Coronation chicken）はイギリス料理の1種。正式名称はプーレ・レーヌ・エリザベス（フランス語: Poulet Reine Elizabeth）。
イギリスの伝統的な家庭料理として親しまれている。
冷製チキンをカレー風味のクリームソースで和えた料理である。
考案者は料理学校・ル・コルドン・ブルーロンドン校の校長であったローズマリー・ヒューム。
1953年に行われたエリザベス2世の戴冠式後の昼食会のために考案された料理の1皿で、昼食会のものはレーズンやアンズなどが宝石のように飾り付けらっれていた。当時のイギリスは第二次大戦の戦勝国であったとはいえ、配給制も未だ続いていたため、食材の調達も容易ではなかったが、この料理は世界各国の来賓者からも絶賛されることになった。
クリームソースの代わりにマヨネーズとカレー粉を使った手軽なレシピはイギリス国民の間で広まった。サンドイッチの具材としても用いられ、ビュッフェのメニューには欠かせないものとなっている。